# Doingt
Doingt est une commune française située dans le département de la Somme, en région Hauts-de-France.

## Géographie

### Localisation

#### Communes limitrophes
|         | Bussu          |                  |
| Péronne | Doingt         | Buire-Courcelles |
|         | Mesnil-Bruntel | Cartigny         |

Le territoire communal se trouve à l'est de la porte Bretagne de la ville de Péronne.
Doingt s'est construite sur la rive droite de la Cologne, autrefois appelée Coulogne ou Coulette de Doingt, au pied de la colline qui la domine au nord-est.
Dans le bois de Rocogne, une partie siliceuse du territoire renferme des grès. La terre est par ailleurs majoritairement argilo-calcaire.

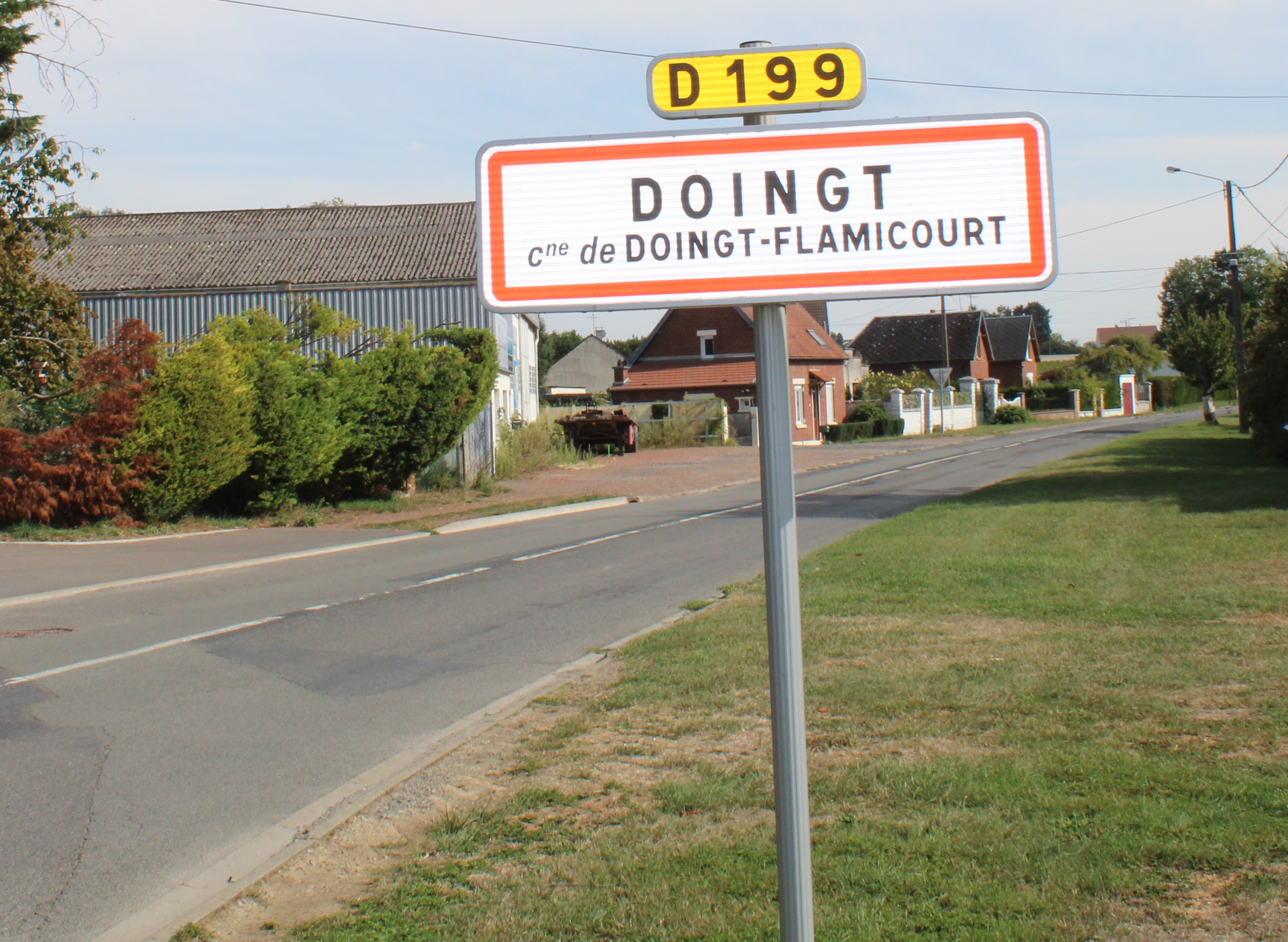
Entrée du village.

### Hydrographie

#### Réseau hydrographique
La commune est située dans le bassin Artois-Picardie. Elle est drainée par le fleuve Somme, le Doingt et divers autres petits cours d'eau.
La Somme est un fleuve du nord de la France, en région Hauts-de-France, qui traverse les deux départements de l'Aisne et de la Somme. Il prend sa source dans la commune de Fonsomme et se jette  dans la Manche par la baie de Somme entre Le Crotoy et Saint-Valery-sur-Somme. Les caractéristiques hydrologiques de la Somme sont données par la station hydrologique située sur la commune. Le débit moyen mensuel est de 6,5 m3/s. Le débit moyen journalier maximum est de 20 m3/s, atteint lors de la crue du 9 mars 2024. Le débit instantané maximal est quant à lui de 20,2 m3/s, atteint le même jour.
La Cologne, d'une longueur de 23 km, prend sa source dans la commune de Hargicourt et se jette  dans la Somme dans la commune de Doingt, face à Péronne.

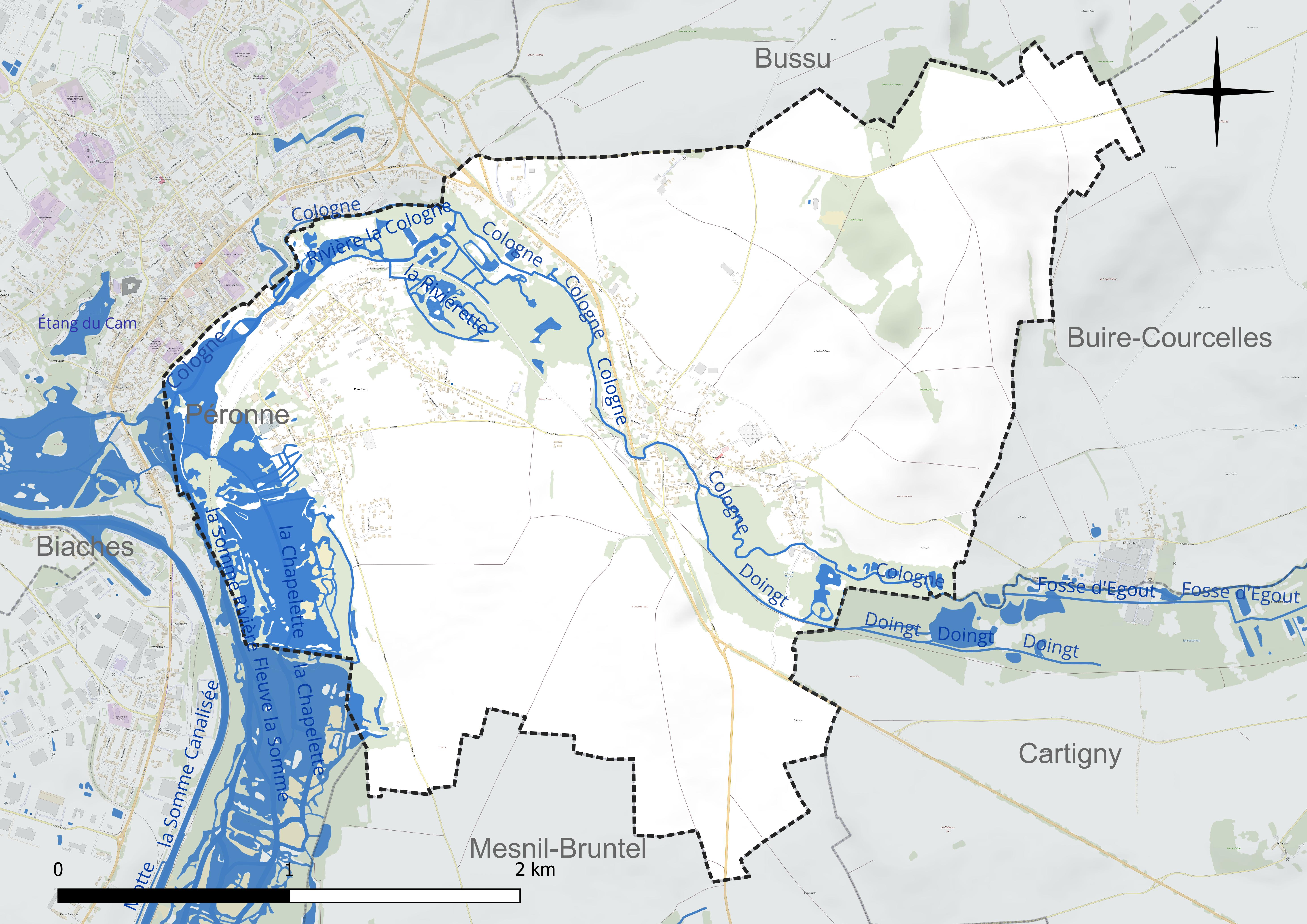
Réseau hydrographique de Doingt.

#### Gestion et qualité des eaux
Le territoire communal est couvert par le schéma d'aménagement et de gestion des eaux (SAGE) « Haute Somme ». Ce document de planification concerne un territoire de 1 798 km2 de superficie, délimité par le bassin versant de la Haute Somme est constitué d'un réseau hydrographique complexe de cours d'eau, de marais, d'étangs et de canaux. Le périmètre a été arrêté le 21 avril 2006 et le SAGE proprement dit a été approuvé le 15 juin 2017. La structure porteuse de l'élaboration et de la mise en œuvre est le syndicat mixte d'aménagement hydraulique du bassin versant de la Somme (AMEVA).
La qualité des cours d'eau peut être consultée sur un site dédié géré par les agences de l'eau et l'Agence française pour la biodiversité.

### Climat
Pour des articles plus généraux, voir Climat des Hauts-de-France et Climat de la Somme.
En 2010, le climat de la commune est de type climat océanique dégradé des plaines du Centre et du Nord, selon une étude du CNRS s'appuyant sur une série de données couvrant la période 1971-2000. En 2020, Météo-France publie une typologie des climats de la France métropolitaine dans laquelle la commune est exposée à un climat océanique et est dans la région climatique Nord-est du bassin Parisien, caractérisée par un ensoleillement médiocre, une pluviométrie moyenne régulièrement répartie au cours de l'année et un hiver froid (3 °C).
Pour la période 1971-2000, la température annuelle moyenne est de 10,3 °C, avec une amplitude thermique annuelle de 15 °C. Le cumul annuel moyen de précipitations est de 699 mm, avec 11,8 jours de précipitations en janvier et 8,9 jours en juillet. Pour la période 1991-2020, la température moyenne annuelle observée sur la station météorologique la plus proche, située sur la commune d'Estrées-Mons à 6 km à vol d'oiseau, est de 11,0 °C et le cumul annuel moyen de précipitations est de 647,5 mm,. Pour l'avenir, les paramètres climatiques de la commune estimés pour 2050 selon différents scénarios d'émission de gaz à effet de serre sont consultables sur un site dédié publié par Météo-France en novembre 2022.

## Urbanisme

### Typologie
Au 1er janvier 2024, Doingt est catégorisée petite ville, selon la nouvelle grille communale de densité à sept niveaux définie par l'Insee en 2022.
Elle appartient à l'unité urbaine de Péronne, une agglomération intra-départementale regroupant trois  communes, dont elle est une commune de la banlieue,,. Par ailleurs la commune fait partie de l'aire d'attraction de Péronne, dont elle est une commune du pôle principal,. Cette aire, qui regroupe 52 communes, est catégorisée dans les aires de moins de 50 000 habitants,.

### Occupation des sols
L'occupation des sols de la commune, telle qu'elle ressort de la base de données européenne d'occupation biophysique des sols Corine Land Cover (CLC), est marquée par l'importance des territoires agricoles (67,1 % en 2018), en diminution par rapport à 1990 (68,3 %). La répartition détaillée en 2018 est la suivante : 
terres arables (59,7 %), forêts (14,5 %), zones urbanisées (12,2 %), eaux continentales (6,2 %), prairies (4,4 %), zones agricoles hétérogènes (3 %). L'évolution de l'occupation des sols de la commune et de ses infrastructures peut être observée sur les différentes représentations cartographiques du territoire : la carte de Cassini (XVIIIe siècle), la carte d'état-major (1820-1866) et les cartes ou photos aériennes de l'IGN pour la période actuelle (1950 à aujourd'hui).

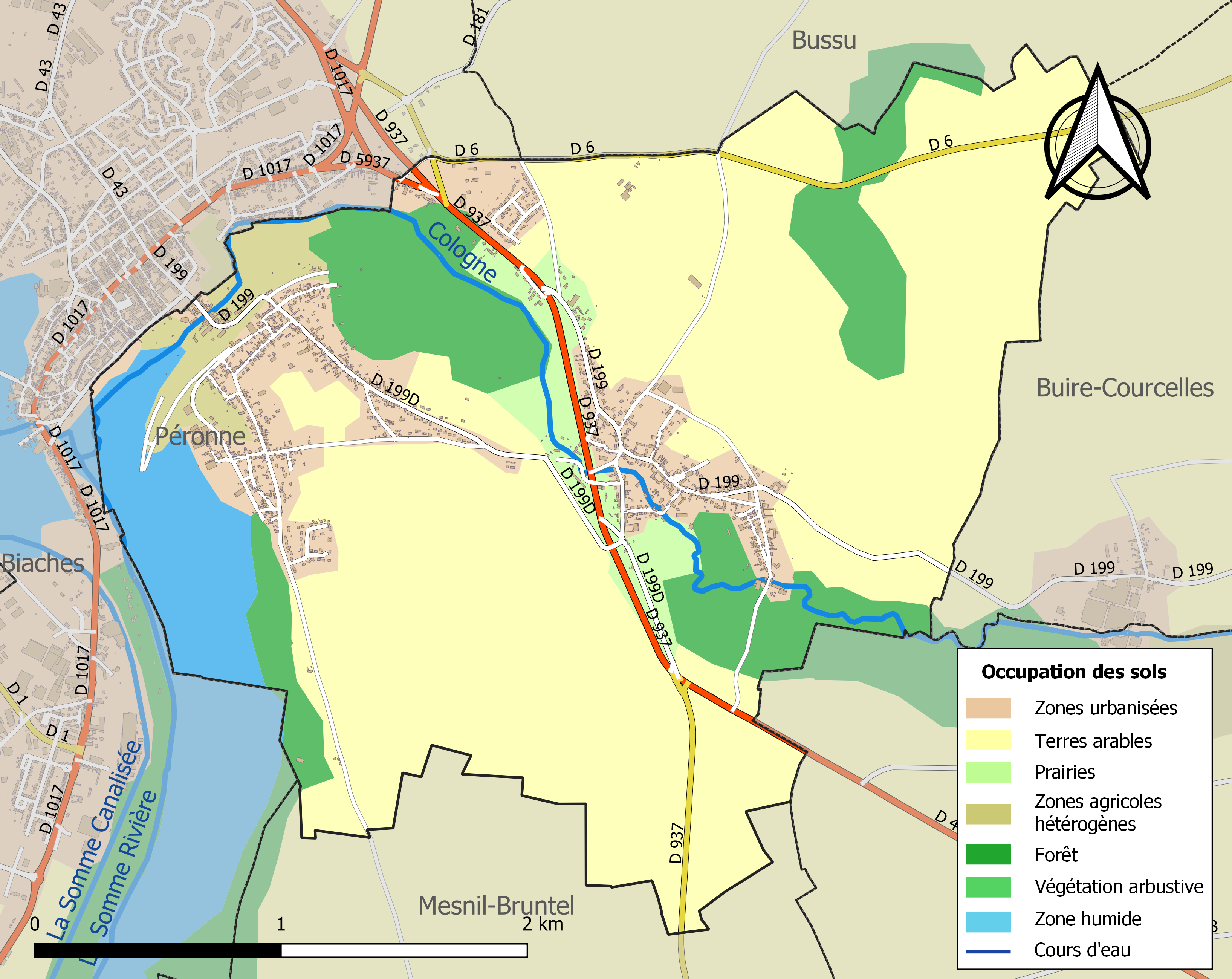
Carte des infrastructures et de l'occupation des sols de la commune en 2018 (CLC).

### Voies de communication et transports
La localité est desservie par les autocars du réseau inter-urbain Trans'80, Hauts-de-France (ligne no 44, Montdidier - Chaulnes - Péronne - Roisel et ligne no 49, Péronne - Roisel - Saint-Quentin).

## Toponymie
Dès 931, le village est désigné dans la chronique de Flodoard sous le nom de Donincum castellum,. Dodonicus est cité en 1046 et Dodonicum est relevé en 1116.
Le nom de la localité pourrait signifier « lieu bas ».

## Hydrographie
Le territoire de la commune est traversé du sud-est au nord-ouest par le ruisseau la Cologne et est bordé à l'ouest par les étangs de la Somme.

## Histoire
- La « pierre de Gargantua », menhir fiché à l'ouest du village, témoigne d'une présence humaine préhistorique dans les environs[1].
- Un Mercure en bronze découvert sous l'église et un petit moulin en grès coquiller ont été déposés au musée de Péronne ; ils sont datés de l'époque gallo-romaine[1].
- Un cimetière franco-mérovingien est découvert en 1891 à Flamicourt[1].
- Au Xe siècle, Herbert, comte du Vermandois, possède une forteresse importante à Doingt. Elle sera détruite par le roi Raoul[1].
- En 1779, un projet de canal sur  la Somme, mentionne la Cologne sous le nom de Grusio, la Grêle, comme pour les étangs de la Somme de la localité[1].
- Au XIXe siècle, les soixante-dix hectares d'étangs poissonneux sont loués et permettent d'envoyer leur production à Paris, Lille et Reims[1].
- En 1899, Doingt compte les hameaux de Flamicourt, de 389 habitants et Rocogne, 17 habitants[1].

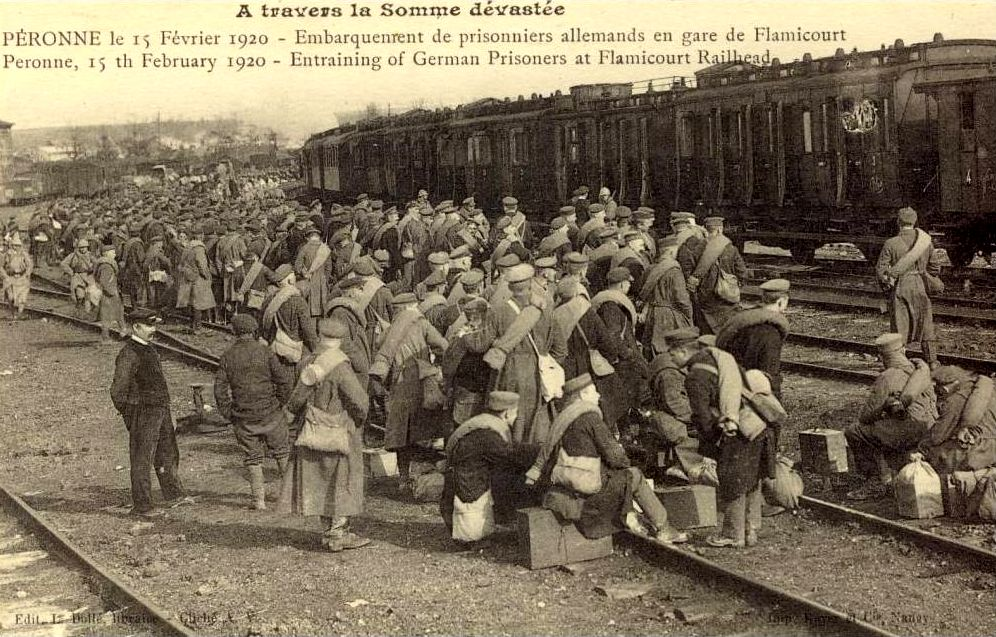
Flamicourt, embarquement de prisonniers de guerre en 1920.

### L'ancienne halte de chemin de fer de Doingt
Doingt a possédé une halte  sur la ligne de Saint-Just-en-Chaussée à Douai, portion comprise entre Péronne et Roisel ; les gares les plus proches étaient celles  de Péronne et de Cartigny vers Roisel. Ouverte en octobre 1873, d'abord à voie unique, doublée en 1908, cette ligne a cessé d'être exploitée dans les années 1970. Le tracé est aujourd'hui une voie verte et la halte est devenue une habitation.

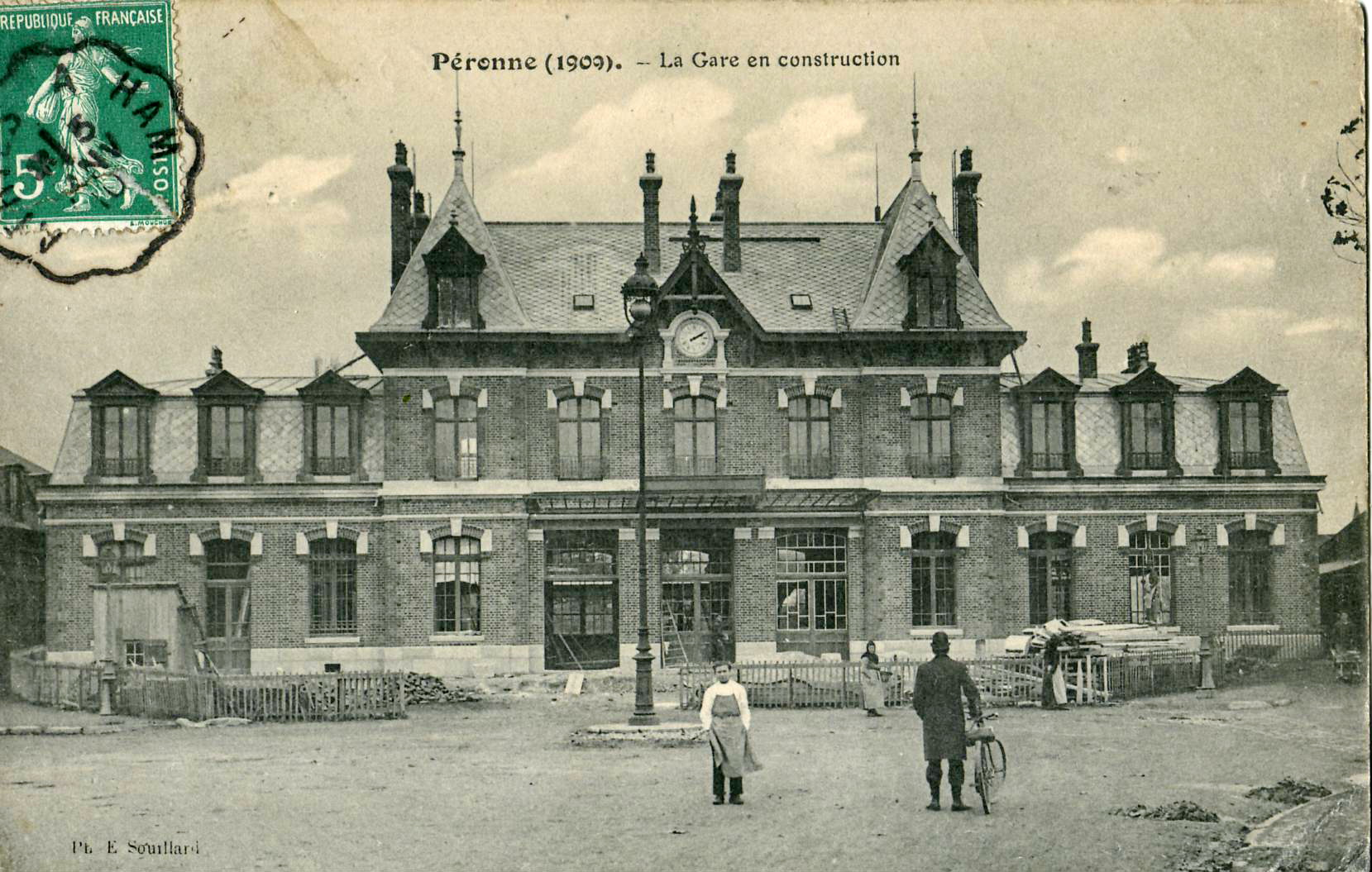
La gare de Péronne - Flamicourt, sur la ligne de Saint-Just-en-Chaussée à Douai, en 1909.
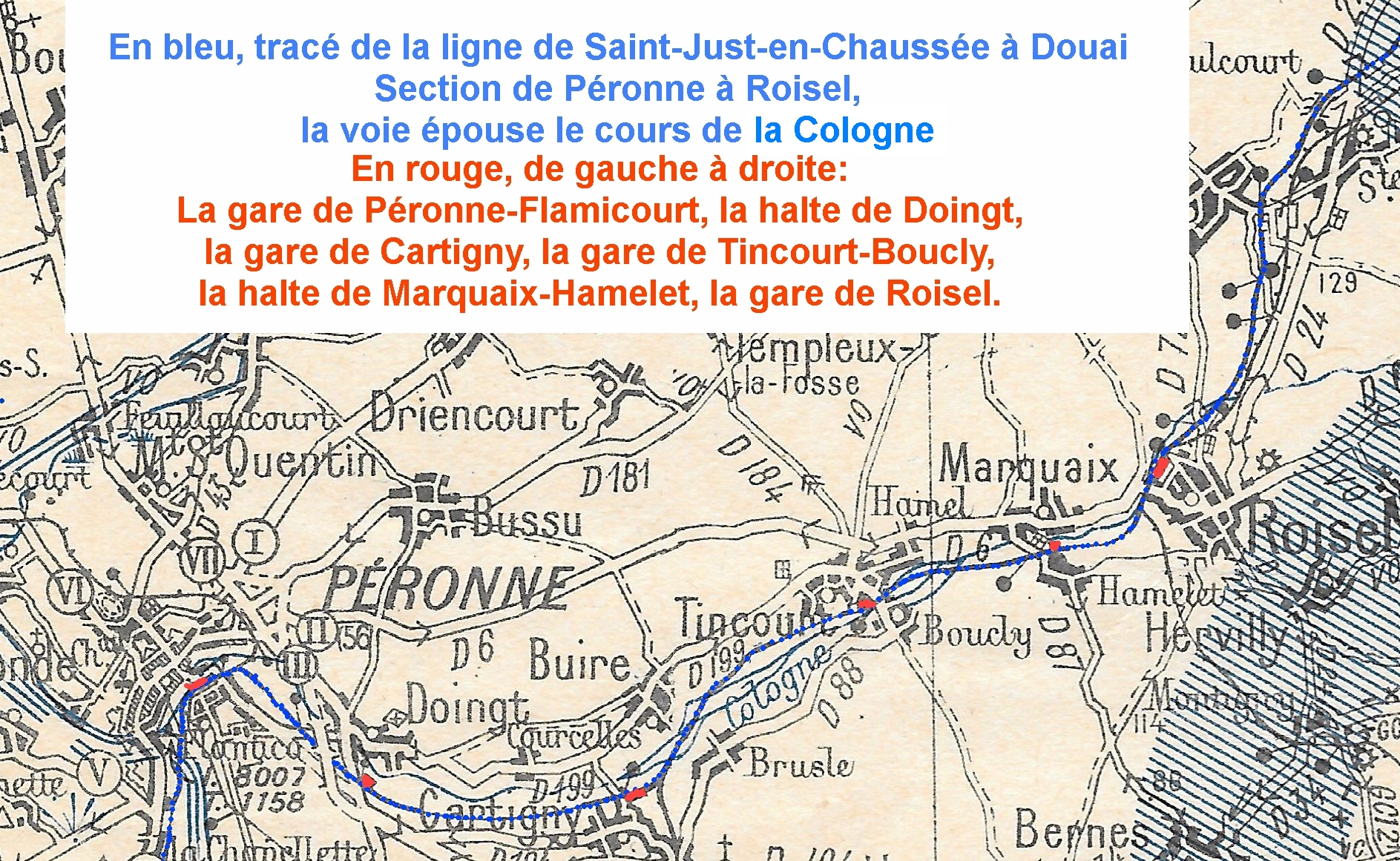
Carte de la section Péronne-Roisel vers 1910.
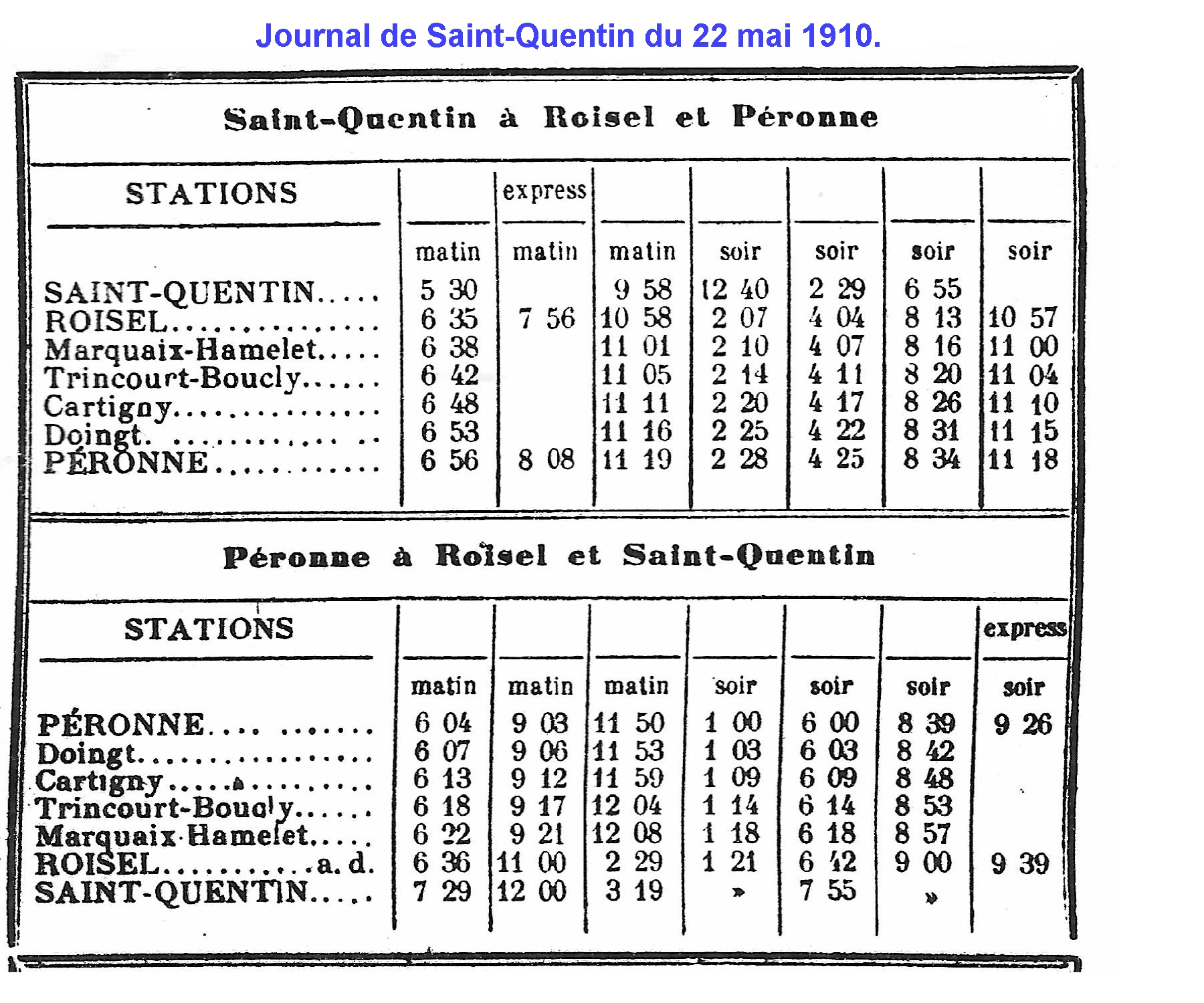
Horaire des trains en 1910.
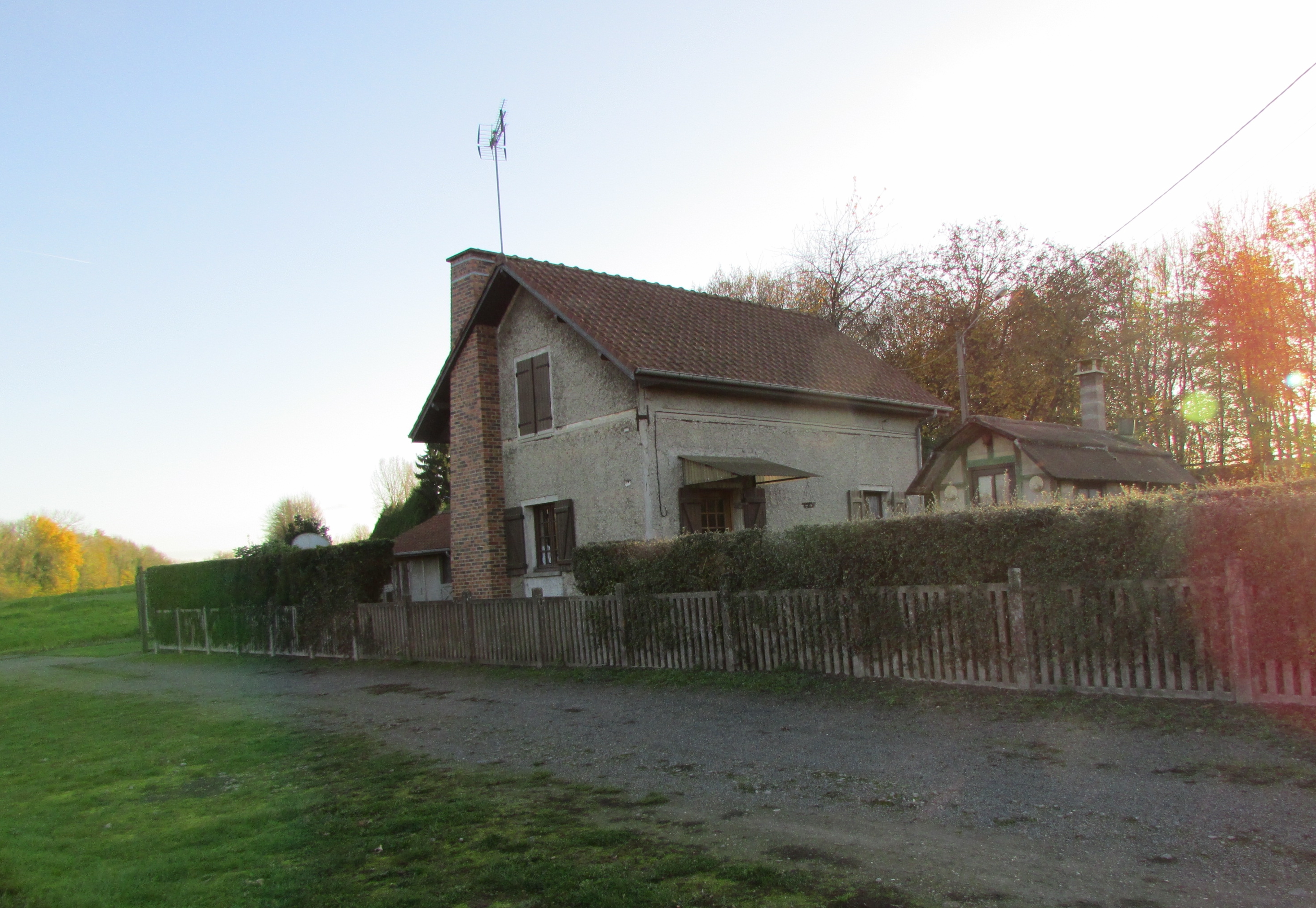
La halte de Doingt en 2017.

## Politique et administration
| Période                                  | Période                      | Identité                                | Étiquette | Qualité                                                                         |
| ---------------------------------------- | ---------------------------- | --------------------------------------- | --------- | ------------------------------------------------------------------------------- |
| Les données manquantes sont à compléter. |                              |                                         |           |                                                                                 |
| mai 1925                                 | juin 1932                    | Théodule (Théo) Marchandise (1898-1976) | SFIO      | Menuisier, métreur, syndicaliste CGT                                            |
| juin 1932                                | mai 1945                     | Aimé Quentin                            |           |                                                                                 |
| mai 1945                                 | mars 1976                    | Théodule Marchandise                    | PCF       | Décédé en fonction                                                              |
| mars 1976                                | mars 1977                    | René Desabes                            |           |                                                                                 |
| mars 1977                                | mars 1989                    | Denise Derbecque                        |           |                                                                                 |
| mai 1989                                 | novembre 1989                | Roland Marchandise (1922-1989)          | PS        | Contrôleur de travaux publics Décédé en fonction                                |
| novembre 1989                            | juin 1995                    | Henri Maillot                           |           |                                                                                 |
| juin 1995                                | mars 2001                    | Jean-Paul Buire                         |           |                                                                                 |
| mars 2001                                | novembre 2019                | Michel Lamur                            | DVD       | Retraité Vice-président de la CC de la Haute-Somme (2014 → 2019) Démissionnaire |
| décembre 2019                            | juillet 2020,                | Francis Lelieur                         |           | Retraité de l'Éducation nationale                                               |
| juillet 2020,                            | En cours (au 3 juillet 2020) | Romuald Helfried                        |           | Cadre commercial                                                                |

## Population et société

### Démographie
L'évolution du nombre d'habitants est connue à travers les recensements de la population effectués dans la commune depuis 1793. Pour les communes de moins de 10 000 habitants, une enquête de recensement portant sur toute la population est réalisée tous les cinq ans, les populations de référence des années intermédiaires étant quant à elles estimées par interpolation ou extrapolation. Pour la commune, le premier recensement exhaustif entrant dans le cadre du nouveau dispositif a été réalisé en 2005.

En 2022, la commune comptait 1 394 habitants, en évolution de −2,59 % par rapport à 2016 (Somme : −1,26 %, France hors Mayotte : +2,11 %).
| 1793 | 1800 | 1806 | 1821 | 1831 | 1836 | 1841 | 1846  | 1851 |
| ---- | ---- | ---- | ---- | ---- | ---- | ---- | ----- | ---- |
| 652  | 608  | 692  | 853  | 877  | 924  | 980  | 1 029 | 972  |

| 1856 | 1861  | 1866  | 1872  | 1876  | 1881  | 1886  | 1891  | 1896  |
| ---- | ----- | ----- | ----- | ----- | ----- | ----- | ----- | ----- |
| 998  | 1 032 | 1 040 | 1 006 | 1 009 | 1 017 | 1 042 | 1 085 | 1 098 |

| 1901  | 1906  | 1911  | 1921  | 1926  | 1931  | 1936  | 1946  | 1954  |
| ----- | ----- | ----- | ----- | ----- | ----- | ----- | ----- | ----- |
| 1 146 | 1 165 | 1 233 | 1 065 | 1 768 | 1 453 | 1 450 | 1 416 | 1 570 |

| 1962  | 1968  | 1975  | 1982  | 1990  | 1999  | 2005  | 2006  | 2010  |
| ----- | ----- | ----- | ----- | ----- | ----- | ----- | ----- | ----- |
| 1 517 | 1 542 | 1 564 | 1 449 | 1 415 | 1 383 | 1 332 | 1 329 | 1 329 |

| 2015  | 2020  | 2022  | - | - | - | - | - | - |
| ----- | ----- | ----- | - | - | - | - | - | - |
| 1 431 | 1 388 | 1 394 | - | - | - | - | - | - |

### Enseignement
Un syndicat intercommunal scolaire (SISCO) regroupe les communes de Doingt-Flamicourt et Mesnil-Bruntel.
Depuis la rentrée 2018, les cinq classes du RPI (regroupement pédagogique intercommunal) qui ne forment qu'une seule école sont installées sur trois sites : Flamicourt (trois classes), Doingt (trois classes) et Mesnil (une classe).

## Culture locale et patrimoine

### Lieux et monuments
- Pierre de Gargantua.
- Église Notre-Dame-de-l'Assomption, place William-Poivre.

- Chapelle de Flamicourt désaffectée pour des raisons de sécurité depuis le début des années 2000. Elle est destinée à devenir une bibliothèque et  un espace informatique[31].
- La via Francigena qui part de Canterbury (Royaume-Uni) pour rallier Rome passe dans le village[32].
- Le cimetière militaire britannique.

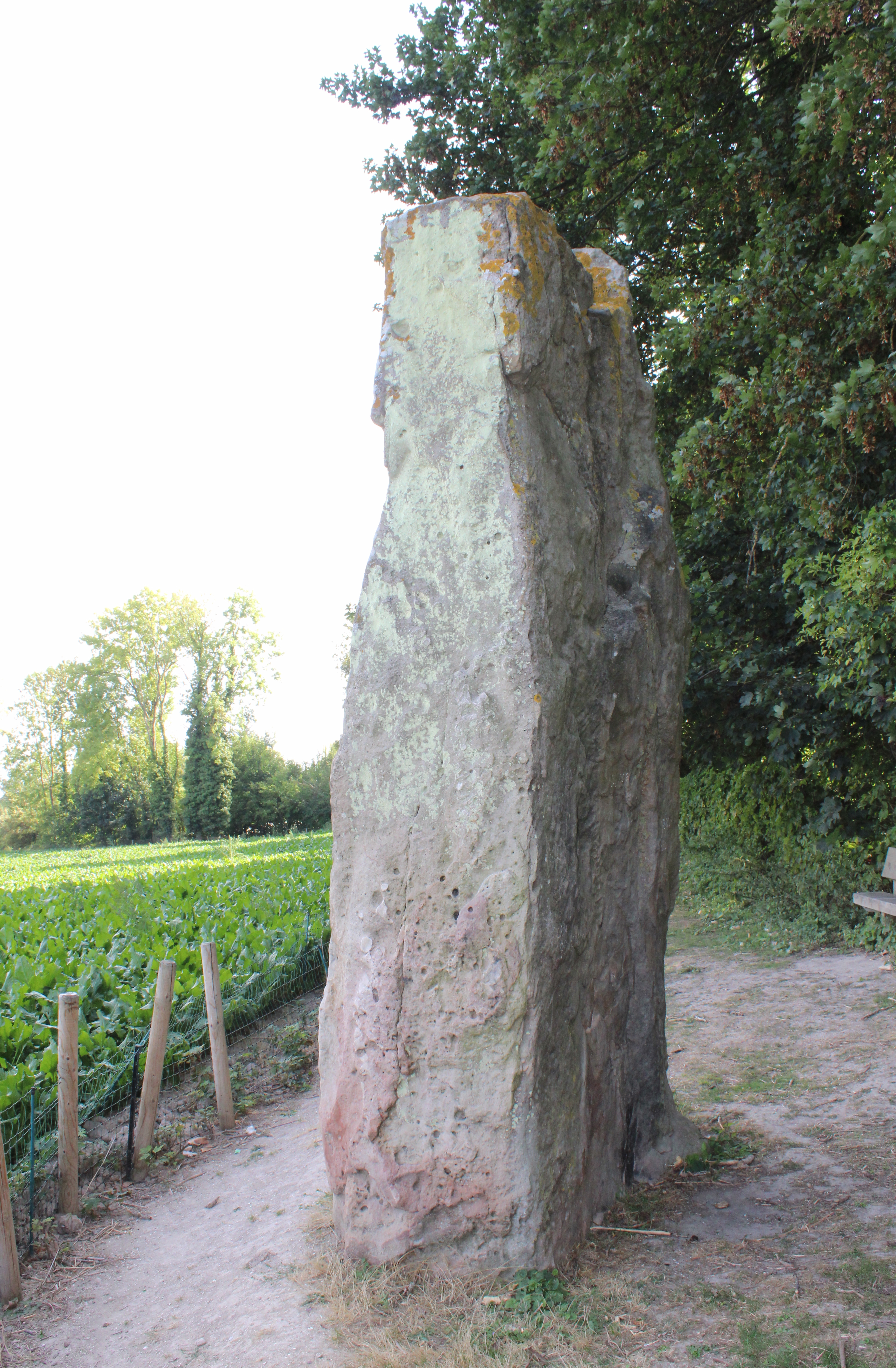
Le menhir nommé localement Pierre de Gargantua.
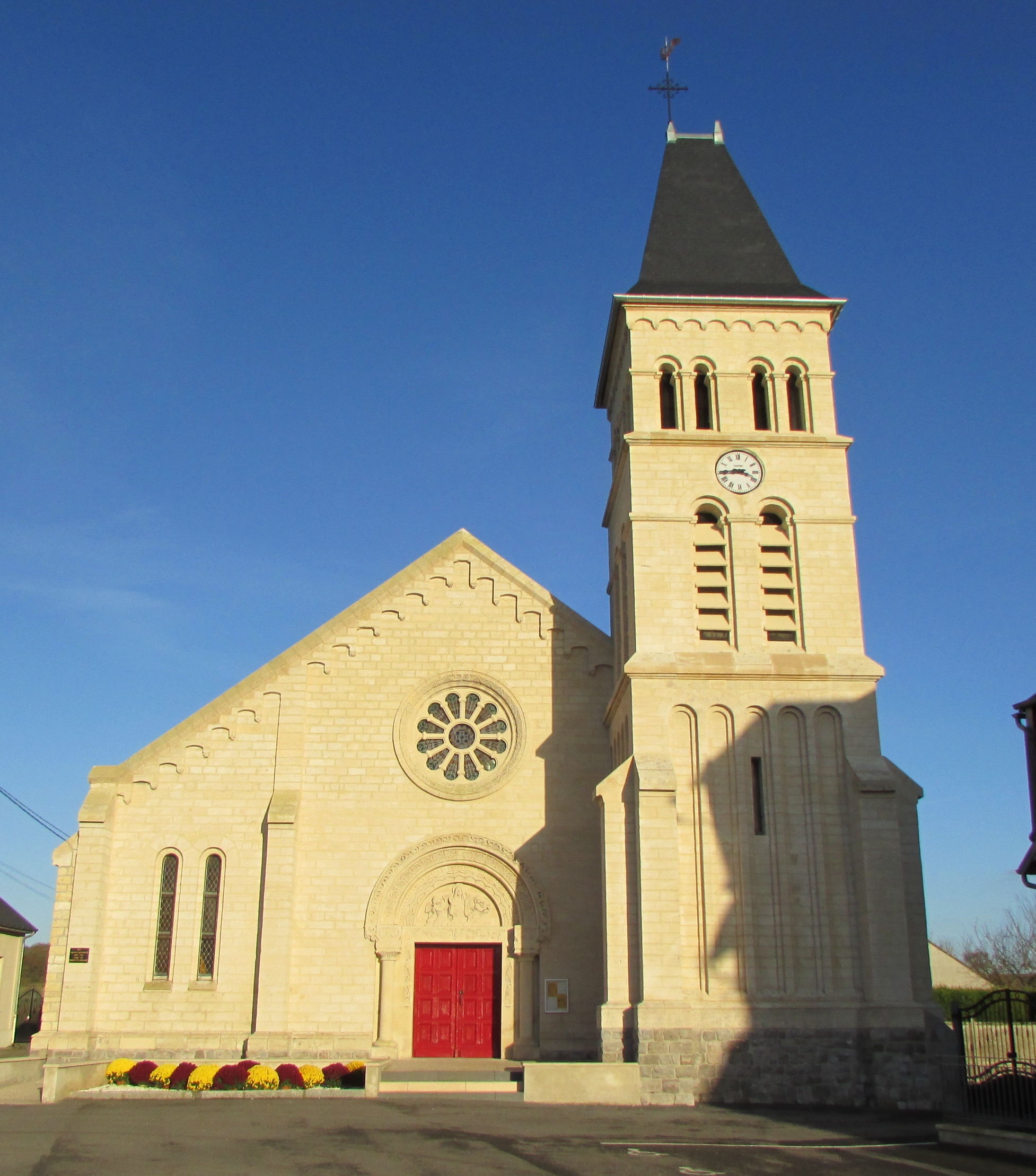
Façade de l'église Notre-Dame-de-l'Assomption.
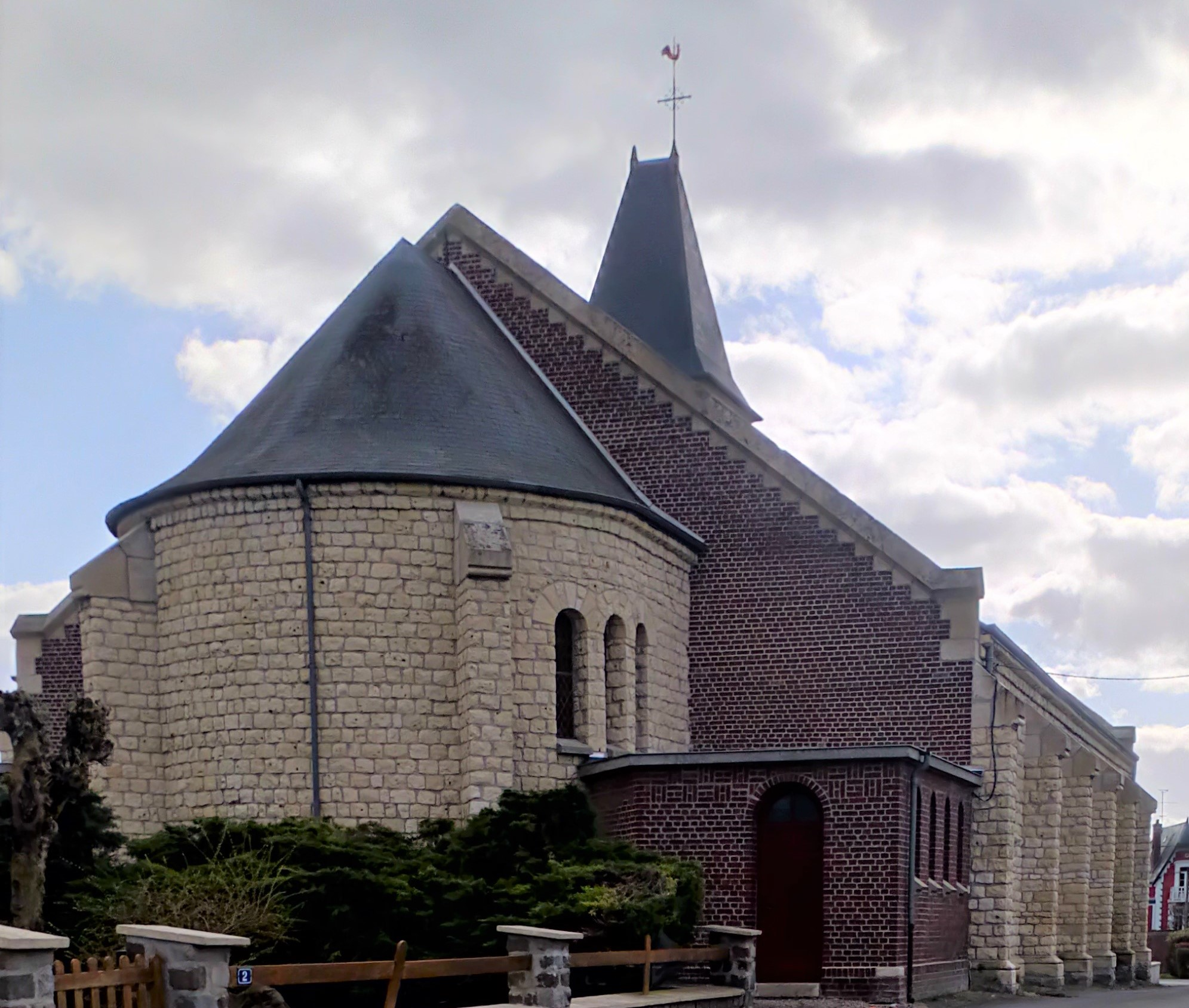
Le chevet de l'église.
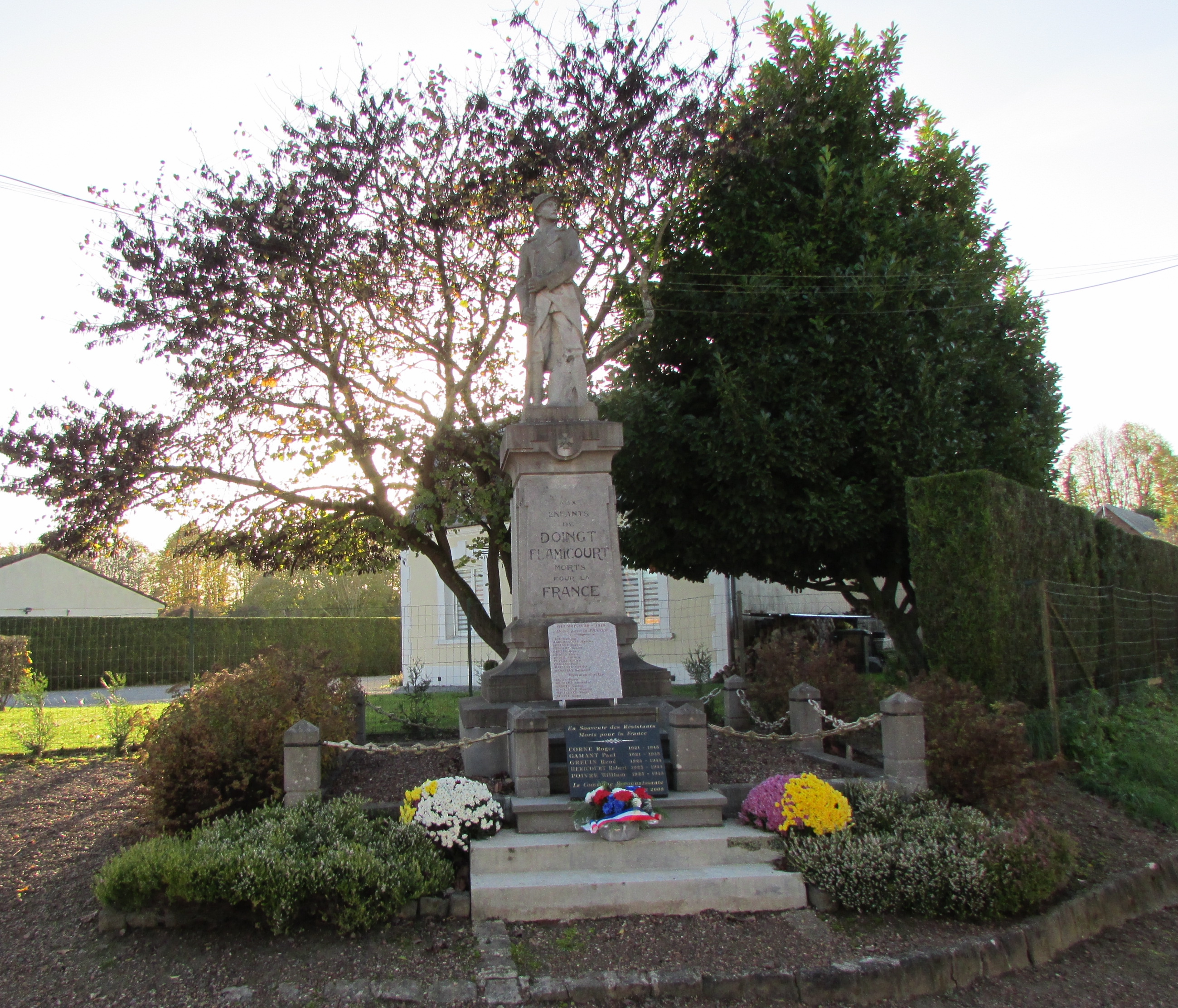
Le monument aux morts.
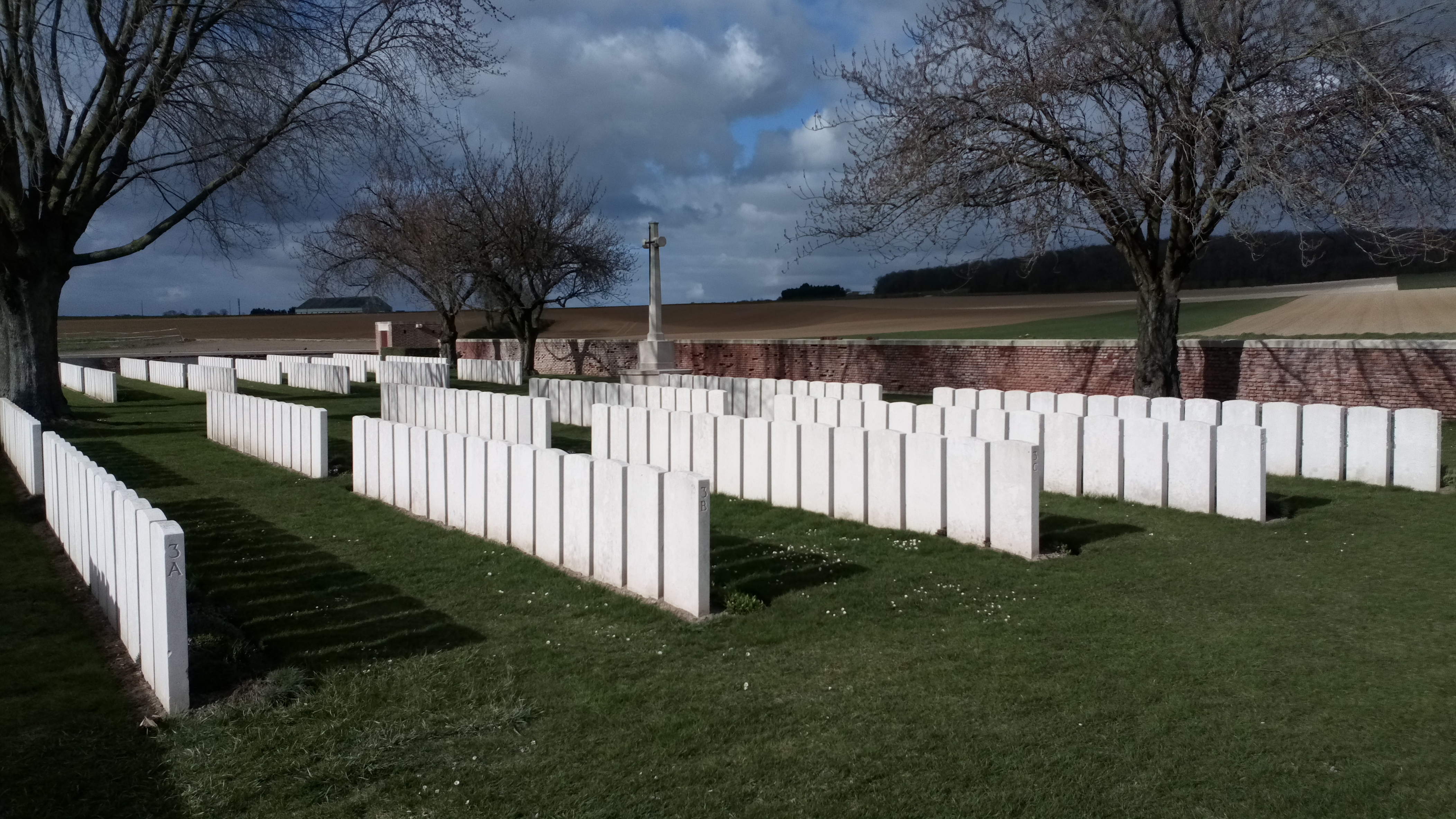
Le cimetière militaire britannique.

### Héraldique
| Blason de Doingt | Blason  | D'or au sautoir de gueules chargé de cinq besants d'argent ; au chef d'azur chargé d'une merlette d'argent. |
| Blason de Doingt | Détails | Le statut officiel du blason reste à déterminer.                                                            |

### Personnalités liées à la commune
- Bernard Quentin, artiste peintre né à Flamicourt en 1923. Ses œuvres, peuplées d'écritures hiératiques, le rangent parmi les grands représentants du lettrisme en art. Proche de Pablo Picasso et de Le Corbusier, admiré par Salvador Dalí, il a fait l'objet d'une rétrospective au musée de la Poste à Paris en 2007, d'une autre au Centre d'arts plastiques de Royan en 2014.
- Frédéric Piette, né à Doingt en 1946, athlète international français, champion et recordman de France du lancer du disque dans les années 1970.